# 阿尔迪萨
阿尔迪萨，是西班牙阿拉贡自治区萨拉戈萨省的一个市镇。 总面积27平方公里，总人口74人（2001年），人口密度3人/平方公里。